# Crocodylus anthropophagus
Crocodylus anthropophagus é uma espécie extinta de crocodilo que teria habitado o desfiladeiro de Olduvai, na Tanzânia. Tais animais teriam chegavam ao tamanho de 7,5 m de comprimento e teriam vivido há cerca de 1,8 milhão de anos. O nome da espécie deve-se ao fato de que alguns ossos de hominínios encontrados nos mesmos sedimentos continham danos causados por mordidas de crocodilos.